# Tour de Flandes 1996
El Tour de Flandes 1996, la 80.ª edición de esta clásica ciclista belga. Se disputó el 7 de abril de 1996. El vencedor final fue el italiano Michele Bartoli, que se impuso en solitario. Su compatriota Fabio Baldato y el belga Johan Museeuw completaron el podio.

## Clasificación General
| Posición | Ciclista              | Equipo                  | Tiempo     |
| -------- | --------------------- | ----------------------- | ---------- |
| 1        | Michele Bartoli       | MG Maglificio-Technogym | 6h 27' 00" |
| 2        | Fabio Baldato         | MG Maglificio-Technogym | + 55"      |
| 3        | Johan Museeuw         | Mapei-GB                | m. t.      |
| 4        | Viatcheslav Ekimov    | Rabobank                | m. t.      |
| 5        | Fabiano Fontanelli    | MG Maglificio-Technogym | m. t.      |
| 6        | Andrei Tchmil         | Lotto-Isoglass          | m. t.      |
| 7        | Laurent Brochard      | Festina-Lotus           | m. t.      |
| 8        | Alexander Gontchenkov | Roslotto-ZG Mobili      | m. t.      |
| 9        | Rolf Sørensen         | Rabobank                | m. t.      |
| 10       | Peter Van Petegem     | TVM-Farm Frites         | m. t.      |